# William Cargill
Pour les articles homonymes, voir Cargill (homonymie).
William Cargill, né le 15 septembre 1864 au Havre (Seine-Inférieure, aujourd'hui Seine-Maritime) et mort le 2 septembre 1945 à Saint-Germain-l’Aiguiller (Vendée), est un architecte français.

## Œuvre

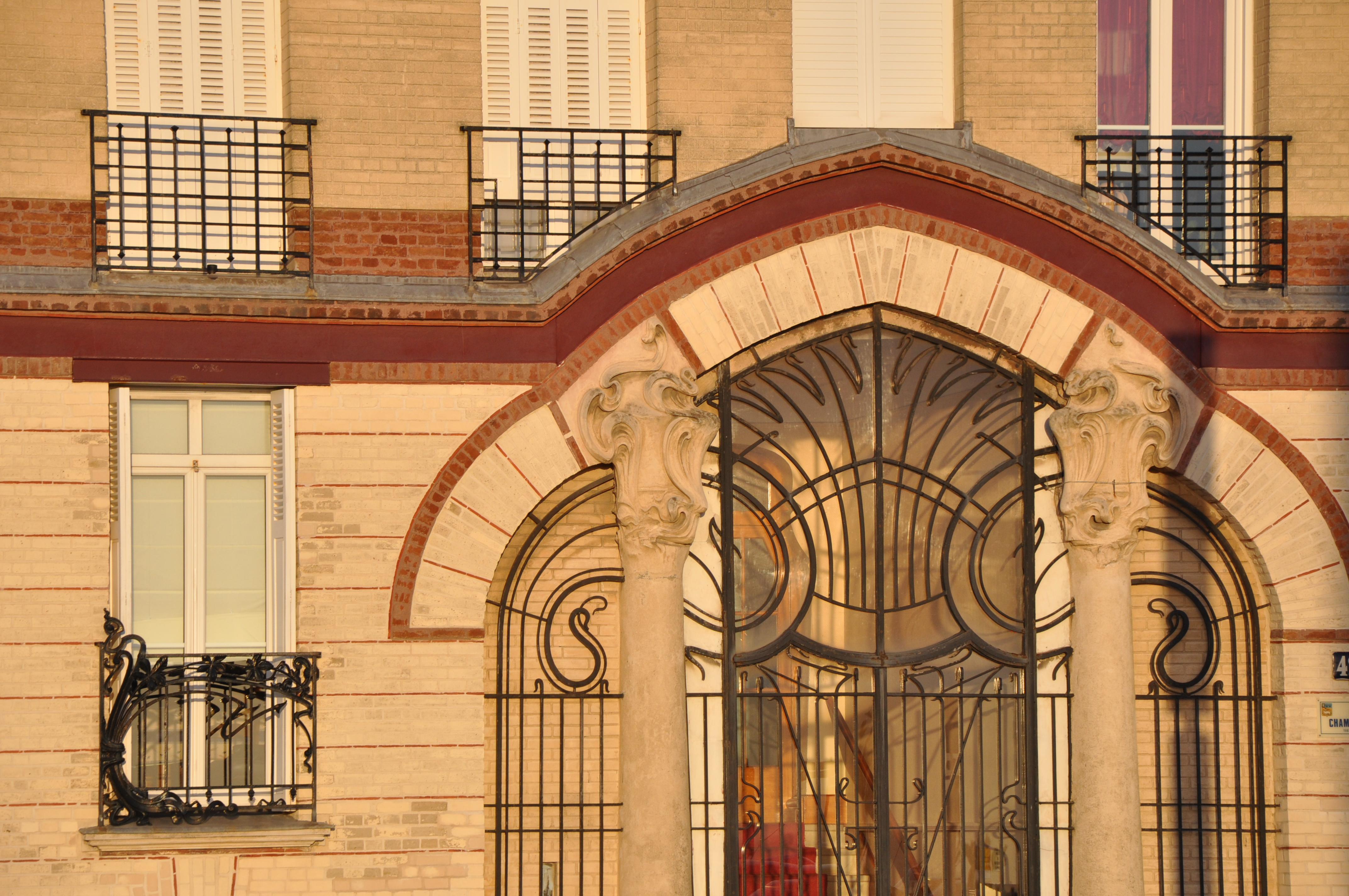
42 rue Champlain.

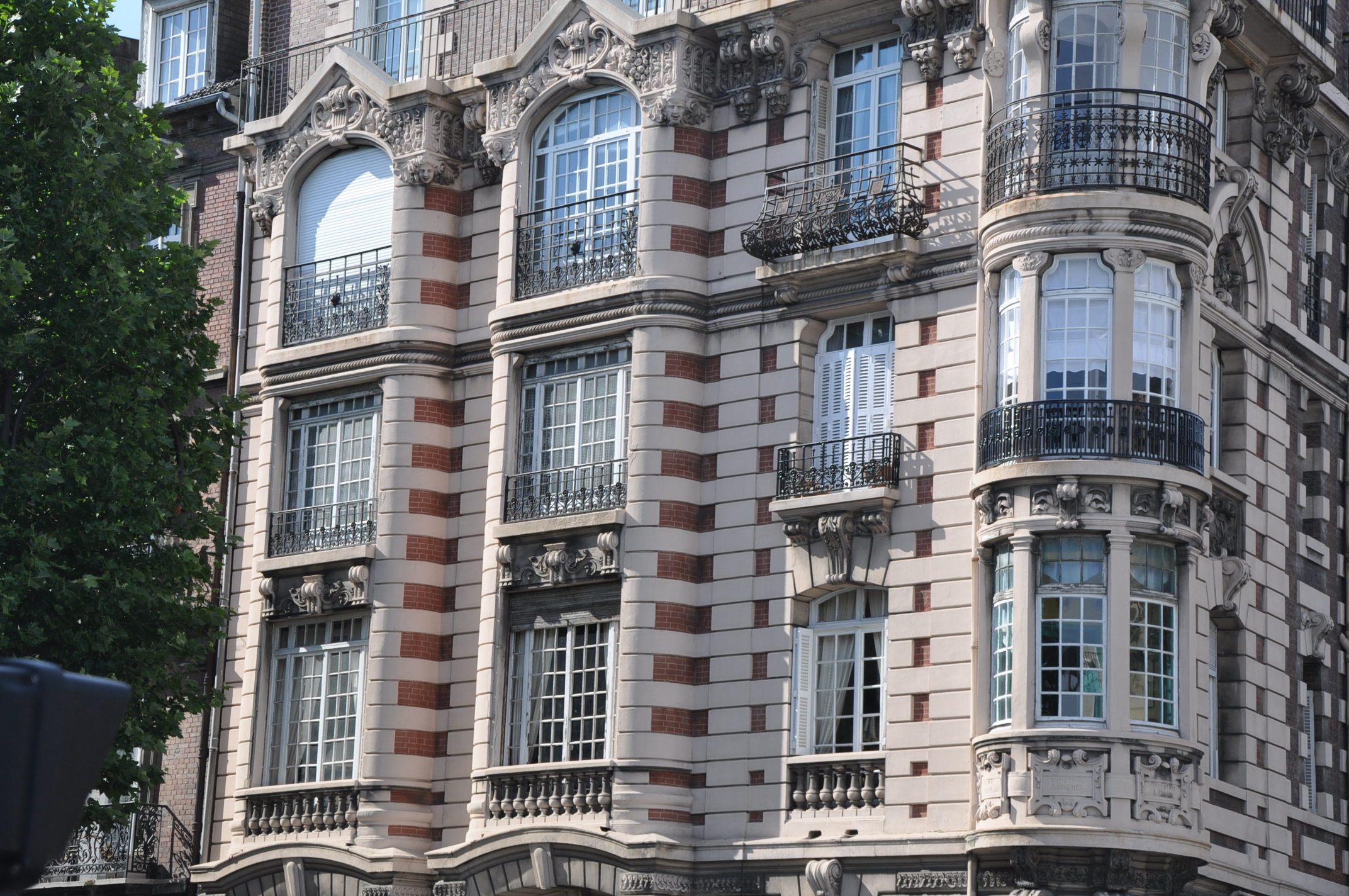
Fort Chabrol.

Il intègre l'École nationale des Beaux-Arts en 1884 et revient dans sa ville natale pour y signer un certain nombre de réalisations, notamment l'immeuble où il installe son agence en 1896, au 5 rue Jean-Baptiste-Eyriès, ainsi que, en 1900, l'immeuble dit « Fort Chabrol » destiné initialement au directeur des usines franco-russes. Il laisse ainsi sa trace dans une grande partie de la ville basse du Havre : le boulevard de Strasbourg, les quartiers des Ormeaux et de Frileuse, ainsi que le bord de mer où subsistent quelques immeubles ayant échappé aux bombardements.
Son projet « Rouge-Mare » obtient une 1re mention au concours d'architecture de l'Exposition nationale et coloniale de Rouen en 1894.
Cargill participe pleinement au courant de l'Art nouveau, influencé par les précurseurs de ce style, notamment le belge Victor Horta. Cette influence est particulièrement visible dans l'immeuble Braque (construit pour Charles Braque, le père du peintre cubiste Georges Braque), rue Champlain au bord de mer, avec les ferronneries de la porte et des balcons.
Il restera relativement méconnu en dehors du Havre, ville où il aura exercé l'essentiel de son activité.